# Cestrum
Cestrum L., 1753 è un genere di piante della famiglia delle Solanacee, diffuso nell'America tropicale.

## Tassonomia
Il genere comprende le seguenti specie:
- Cestrum abeggii Urb. & Ekman
- Cestrum aberrans J.F.Macbr.
- Cestrum acuminatum Francey
- Cestrum acutifolium Alain
- Cestrum affine Kunth
- Cestrum alternifolium (L.) O.E.Schulz
- Cestrum amistadense A.K.Monro
- Cestrum anagyris Dunal
- Cestrum angulosum Urb.
- Cestrum aurantiacum Lindl.
- Cestrum auriculatum L'Hér.
- Cestrum azuense Urb. & Ekman
- Cestrum bahamense Britton
- Cestrum benthamii Miers
- Cestrum bicolor Urb.
- Cestrum bigibbosum Pittier
- Cestrum bracteatum Link & Otto
- Cestrum brevifolium Urb.
- Cestrum brunneopurpureum Francey
- Cestrum buxifolium Kunth
- Cestrum buxoides Ekman ex Urb.
- Cestrum cahosianum Urb. & Ekman
- Cestrum capsulare Carvalho & A.Schnoor
- Cestrum chiangii Mont.-Castro
- Cestrum chiapense Brandegee
- Cestrum chimborazinum Francey
- Cestrum chiriquianum Francey
- Cestrum citrifolium Retz.
- Cestrum cobanense Francey
- Cestrum coelophlebium O.E.Schulz
- Cestrum colombianum Francey
- Cestrum commune C.V.Morton ex Mont.-Castro
- Cestrum confertifolium Francey
- Cestrum conglomeratum Ruiz & Pav.
- Cestrum contrerasianum A.K.Monro
- Cestrum corcovadense Miers
- Cestrum cordatum Schott ex Sendt.
- Cestrum coriaceum Miers
- Cestrum corymbosum Schltdl.
- Cestrum cristinae D.A.Soto
- Cestrum cuneifolium Francey
- Cestrum cuspidatissimum Francey
- Cestrum cuspidatum Sendtn.
- Cestrum daphnoides Griseb.
- Cestrum darcyanum C.Benítez de Rojas & Sawyer
- Cestrum darienense A.K.Monro
- Cestrum dasyanthum Donn.Sm.
- Cestrum decurrens Francey
- Cestrum diurnum L.
- Cestrum domingense O.E.Schulz
- Cestrum dumetorum Schltdl.
- Cestrum dunalii Francey
- Cestrum ecuadorense Francey
- Cestrum ehrenbergii Schltdl. ex Dunal
- Cestrum ekmanii Urb. & O.E.Schulz
- Cestrum elegans (Brongn. ex Neumann) Schltdl.
- Cestrum elegantissimum C.V.Morton
- Cestrum endlicheri Miers
- Cestrum endresii Francey
- Cestrum eriochiton Sendtn.
- Cestrum euanthes Schltdl.
- Cestrum evanidum C.V.Morton
- Cestrum falcatum Francey
- Cestrum farinosum Urb. & Ekman
- Cestrum fasciculatum (Schltdl.) Miers
- Cestrum ferrugineum A.Rich.
- Cestrum filipes Urb. & Ekman
- Cestrum flavescens Greenm.
- Cestrum flavinervium Francey
- Cestrum formosum C.V.Morton
- Cestrum forsythii Dunal
- Cestrum fragile Francey
- Cestrum franceyiC.V.Morton
- Cestrum fraternum C.V.Morton
- Cestrum fulvescens Fernald
- Cestrum galeottianum Francey
- Cestrum gardneri Sendtn.
- Cestrum gilliae A.K.Monro
- Cestrum glabrescens (C.V.Morton) Steyerm. & Maguire
- Cestrum glabrum Francey
- Cestrum glanduliferum Kerber ex Francey
- Cestrum glaucophyllum Francey
- Cestrum glomeratum Schott ex Sendt.
- Cestrum gracile Francey
- Cestrum granadense Francey
- Cestrum grandifolium Francey
- Cestrum guaraniticum Chodat & Hassl.
- Cestrum guatemalense Francey
- Cestrum hartwegii Dunal
- Cestrum hassleri Francey
- Cestrum heterophyllum Urb.
- Cestrum hirtellum Schltdl.
- Cestrum hirtum Sw.
- Cestrum hotteanum Urb. & Ekman
- Cestrum humboldtii Francey
- Cestrum humile Urb. & Ekman
- Cestrum imbricatum Rusby
- Cestrum inclusum Urb.
- Cestrum intermedium Sendtn.
- Cestrum irazuense Kuntze
- Cestrum jacaltenanginum Loes.
- Cestrum jaramillanum Benítez & D'Arcy
- Cestrum jimenezii Alain
- Cestrum johnniegentryanum D'Arcy
- Cestrum killipii Francey
- Cestrum knappiae A.K.Monro
- Cestrum kunthii Francey
- Cestrum laevifolium Francey
- Cestrum laevigatum Schltdl.
- Cestrum lanceolatum Miers
- Cestrum langeanum D'Arcy
- Cestrum latifolium Lam.
- Cestrum laxum Benth.
- Cestrum lehmannii Francey
- Cestrum lentii A.K.Monro
- Cestrum lindenii Dunal
- Cestrum linearifolium Urb.
- Cestrum longiflorum Ruiz & Pav.
- Cestrum lozadae Cruz Durán & S.Valencia
- Cestrum lucidum Francey
- Cestrum luteovirescens Francey
- Cestrum macbridei Francey
- Cestrum macrophyllum Vent.
- Cestrum magnifolium Francey
- Cestrum mancoi J.F.Macbr.
- Cestrum mariquitense Kunth
- Cestrum marmoratum Urb. & Ekman
- Cestrum martii Sendtn.
- Cestrum megalophyllum Dunal
- Cestrum memorabile Witasek
- Cestrum mexicanum Francey
- Cestrum micans Francey
- Cestrum microcalyx Francey
- Cestrum milciomejiae Zanoni
- Cestrum miradorense Francey
- Cestrum moaense Borhidi & O.Muñiz
- Cestrum mononeurum Urb. & Ekman
- Cestrum moquinianum Dunal
- Cestrum morae Hunz.
- Cestrum morretense Toledo ex Handro
- Cestrum mortonianum J.L.Gentry
- Cestrum mositicum Toledo
- Cestrum mutisii Willd. ex Roem. & Schult.
- Cestrum neblinense D'Arcy
- Cestrum neibensis Alain
- Cestrum nemanthum Dunal
- Cestrum nitidum M.Martens & Galeotti
- Cestrum nocturnum L.
- Cestrum oblongifolium Schltdl.
- Cestrum obovatum Sendtn.
- Cestrum obscurum Francey
- Cestrum ochraceum Francey
- Cestrum olivaceum Francey
- Cestrum osnoense J.F.Macbr.
- Cestrum ovale (Sendtn.) Francey
- Cestrum ovalifolium Francey
- Cestrum ovatolanceolatum Francey
- Cestrum pacificum Brandegee
- Cestrum pallidissimum Francey
- Cestrum palmeri Francey
- Cestrum pariense Steyerm.
- Cestrum parqui (Lam.) L'Hér.
- Cestrum pauciflorum Willd. ex Roem. & Schult.
- Cestrum pedicellatum Sendtn.
- Cestrum pennellii Francey
- Cestrum petiolare Kunth
- Cestrum pinetorum Britton
- Cestrum pitonianum Urb. & Ekman
- Cestrum poasanum Donn.Sm.
- Cestrum polyanthum Sendtn.
- Cestrum porphyreum Dunal
- Cestrum potaliifolium Dunal
- Cestrum pseudopedicellatum Francey
- Cestrum psittacinum Stapf
- Cestrum psychotrifolium Schltdl.
- Cestrum pulverulentum Francey
- Cestrum quitense Francey
- Cestrum racemosum Ruiz & Pav.
- Cestrum raimondianum Francey
- Cestrum ramulosum Francey
- Cestrum reflexum Sendtn.
- Cestrum reticulatum Francey
- Cestrum retrofractum Dunal
- Cestrum rigidifolium Francey
- Cestrum rigidum Rusby
- Cestrum roseum Kunth
- Cestrum rugulosum Francey
- Cestrum ruizteranianum Benítez & D'Arcy
- Cestrum salicifolium Jacq.
- Cestrum salzmannii Dunal
- Cestrum santanderianum Francey
- Cestrum scandens Vahl
- Cestrum schiedei Francey
- Cestrum schlechtendalii G.Don
- Cestrum schulzianum Francey
- Cestrum sessiliflorum Schott ex Sendt.
- Cestrum skutchii C.V.Morton
- Cestrum sotonunezii Mont.-Castro
- Cestrum sparsiflorum Britton ex Rusby
- Cestrum sphaerocarpum O.E.Schulz
- Cestrum sprucei Francey
- Cestrum strictum Schott ex Sendt.
- Cestrum strigilatum Ruiz & Pav.
- Cestrum stuebelii Hieron. ex Francey
- Cestrum subcordatum Francey
- Cestrum subpulverulentum Mart.
- Cestrum subumbellatum Vig.-Silva & M.Nee
- Cestrum subuniflorum Dunal
- Cestrum taylorii Britton & P.Wilson
- Cestrum tenuifolium Francey
- Cestrum thyrsoideum Kunth
- Cestrum tillettii Benítez & D'Arcy
- Cestrum toledii Carvalho & A.Schnoor
- Cestrum tomentosum L.f.
- Cestrum tubulosum Sendtn.
- Cestrum tuerckheimii O.E.Schulz
- Cestrum turquinense Urb.
- Cestrum uhdei Dammer ex Francey
- Cestrum undulatum Ruiz & Pav.
- Cestrum validum Francey
- Cestrum velutinum Hiern
- Cestrum vestitum Hook.
- Cestrum viminale Sendtn.
- Cestrum violaceum Urb.
- Cestrum virgaurea Urb. & Ekman
- Cestrum viride Moric. ex Dunal
- Cestrum viridifolium Francey
- Cestrum weberbaueri Francey
- Cestrum yucatanense Francey
- Cestrum zarucchianum D'Arcy, Brako & Zarucchi